# Conférence des évêques de la région Nord de l'Afrique
La Conférence des évêques de la région Nord de l'Afrique (abrégé Cerna) est la conférence épiscopale de l'Église catholique qui rassemble l'ensemble des évêques et cardinaux actifs et émérites de douze circonscriptions ecclésiastiques résidant dans les quatre pays d'Afrique du Nord que sont l'Algérie, la Libye, le Maroc, et la Tunisie, et dans le territoire contesté du Sahara occidental.
Font aussi partie de la conférence, les vicaires apostoliques et les préfets apostoliques ainsi que les vicaires généraux et administrateurs diocésains (dans les diocèses momentanément dépourvus d'évêque) exerçant leur charge dans ces pays.
La conférence est représentée au Symposium des conférences épiscopales d'Afrique et de Madagascar.

## Histoire
La Cerna été fondée en 1966 avec comme premier président le cardinal archevêque d'Alger, Léon-Étienne Duval. 
La conférence est basée à Rabat, la capitale du Maroc. 
Le 8 juin 2007, le pape Benoît XVI a reçu au Vatican  cinq évêques de la Cerna : Maroun Elias Nimeh Lahham, Claude Rault, Gabriel Piroird, Giovanni Innocenzo Martinelli et Alphonse Georger. 
Du 6 au 9 octobre 2013, la Cerna s'est réunie à Rome. Les évêques ont résidé au Séminaire Pontifical Français et s'y sont réunis pour discuter des problèmes auxquels sont confrontés leurs pays et diocèses respectifs. La rencontre s'est terminé le 9 octobre, lorsque les évêques se sont rendus sur la place Saint-Pierre pour entendre le discours public du pape François qui s'est personnellement adressé aux évêques d'Afrique du Nord pour leur demander de « consolider nos relations fraternelles avec les musulmans ». 

## Les 12 circonscriptions ecclésiastiques

Carte de la Conférence des évêques de la région Nord de l'Afrique

| Juridiction         | Pays     | Type         |
| ------------------- | -------- | ------------ |
| Alger               | Algérie  | archidiocèse |
| Constantine-Hippone | Algérie  | diocèse      |
| Laghouat            | Algérie  | diocèse      |
| Oran                | Algérie  | diocèse      |
| Benghazi            | Libye    | vicariat     |
| Derna (en)          | Libye    | vicariat     |
| Misrata             | Libye    | préfecture   |
| Tripoli             | Libye    | vicariat     |
| Rabat               | Maroc    | archidiocèse |
| Tanger              | Maroc    | archidiocèse |
| Tunis               | Tunisie  | archidiocèse |
| Sahara occidental   | contesté | préfecture   |

## Les présidents successifs
Voici la liste des présidents de la Cerna  :
| Image | Président                                        | Siège                          | Date                         |
| ----- | ------------------------------------------------ | ------------------------------ | ---------------------------- |
|       | Cardinal Léon-Étienne Duval                      | Alger                          | 1966–1983                    |
|       | Évêque auxiliaire puis archevêque Henri Teissier | Alger                          | 1983–2004                    |
|       | Archevêque Fouad Twal                            | Tunis                          | 2004–2005                    |
|       | Archevêque Vincent Landel, SCI de Bétharram      | Rabat                          | Octobre 2005 – janvier 2012  |
|       | Archevêque Maroun Elias Nimeh Lahham             | Tunis                          | Janvier 2012 – novembre 2012 |
|       | Archevêque Vincent Landel, SCI de Bétharram      | Rabat                          | Novembre 2012 – 2015         |
|       | Archevêque Paul Desfarges, SJ                    | Constantine-Hippone puis Alger | 2015 – 2022                  |
|       | Cardinal Cristóbal López Romero                  | Rabat                          | 2022 - 2025                  |
|       | Nicolas Lhernould                                | Tunis                          | Depuis 2025                  |